# Linia kolejowa Żnin Wąskotorowy – Ośno Wąskotorowe
Linia kolejowa Żnin Wąskotorowy – Ośno Wąskotorowe – wąskotorowa linia kolejowa o rozstawie szyn 600 mm, w województwie kujawsko-pomorskim, częściowo rozebrana, w części eksploatowana przez Żnińską Kolej Powiatową (między stacjami Biskupin Odcinek a Żnin Wąskotorowy) w ramach obsługi linii turystycznej Gąsawa – Żnin Wąskotorowy.
Pierwszą część linii - odcinek Żnin-Rogowo o długości ponad 19 km oddano do eksploatacji w 1894 r. Linia była częścią sieci kolei wąskotorowej liczącej w sumie 79 km (na początku XX w.). W Rydlewie i Rogowie zbudowano budynki mieszkalne, które równocześnie były budynkami stacyjnymi. Regularne pociągi pasażerskie przestały kursować w roku 1968, w związku z przejęciem znacznej części ruchu pasażerskiego przez komunikację autobusową.